# Coro de la Seo

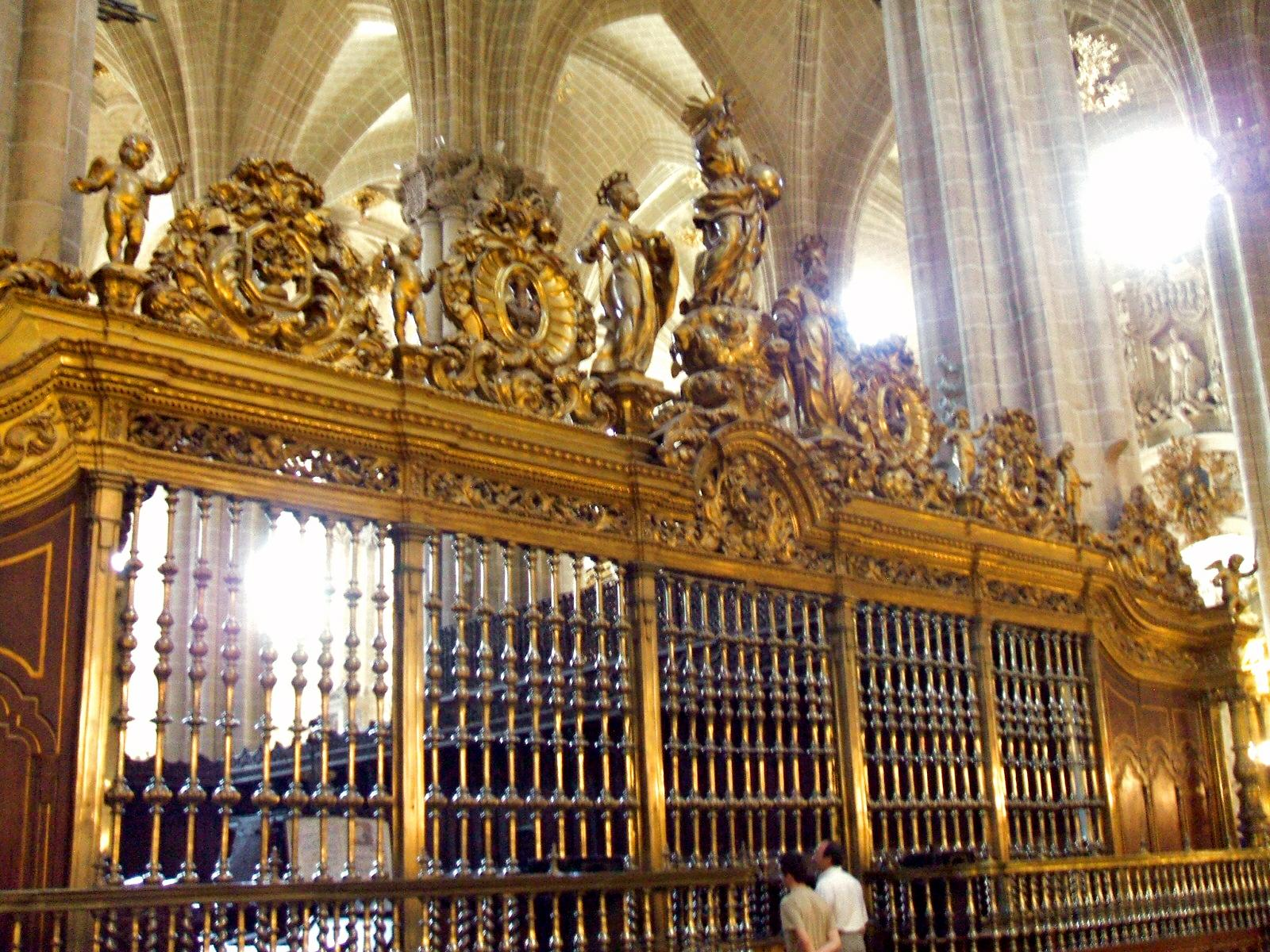
Coro de la Seo de Zaragoza.

El coro de la Seo de Zaragoza se halla en el centro de la nave principal, inmediatamente después del cimborrio, de acuerdo a la tradición hispánica. Fue edificado por órdenes del arzobispo Dalmau de Mur entre 1445 y 1453. Los artífices de la obra fueron Dalí de Ramí y Mahoma Almedí.
Está edificado sobre una planta rectangular con tres accesos: en la cabecera y dos laterales. La sillería posee 117 asientos.
La decoración de la parte superior incluye el escudo de Dalmau de Mur y del Cabildo de Zaragoza, junto a figuras de ángeles y profetas. La sede presencial aloja figuras de San Pablo y San Pedro.
En 1721 se levanta una reja de bronce con remates de madera que cierra el coro, obra de Juan Ramírez. Destacan las imágenes del Salvador —advocación de la catedral—, San Pedro, San Pablo, ángeles y el escudo del Cabildo Metropolitano de Zaragoza.
En 1721 se cierra el coro con una reja de bronce, con remates de madera tallados por Juan Ramírez, destacando las imágenes del Salvador, San Pedro y San Pablo, además de seis ricas carteras, los escudos del Cabildo metropolitano y angelotes.